# Meljine
Meljine je vesnice a přímořské letovisko v Černé Hoře. Je součástí opčiny města Herceg Novi, od něhož se nachází asi 2 km východně. V roce 2003 zde žilo celkem 1 120 obyvatel.
Sousedními sídly jsou vesnice Zelenika a město Herceg Novi.